# مهاجمان صندوق گمشده
مهاجمان صندوق گمشده (انگلیسی: Raiders of the Lost Ark) یک فیلم آمریکایی در ژانر اکشن-ماجراجویی به کارگردانی استیون اسپیلبرگ است که در سال ۱۹۸۱ منتشر شد. نویسندگی این فیلم بر عهدهٔ لارنس کاسدان بر پایهٔ داستانی نوشتهٔ جرج لوکاس و فیلیپ کافمن بوده‌است. در این فیلم هریسون فورد، کارن آلن، پل فریمن، رونالد لیسی، جان ریس-دیویس و دنهلم الیوت ایفای نقش می‌کنند. فورد نقش ایندیانا جونز را به تصویر می‌کشد؛ یک باستان‌شناس جهان‌گرد که در سال ۱۹۳۶ با آلمان نازی برای به‌دست آوردن تابوت عهد که مدت‌ها پیش گم شده‌بود، رقابت می‌کند. گفته می‌شود این عتیقهٔ باستانی ارتش را شکست‌ناپذیر می‌کند. جونز با معشوقهٔ سابق و سرسخت خود به‌نام ماریون ریونوود (آلن) هم‌تیم می‌شود تا مانع راهنمایی باستان‌شناس رقیبش، دکتر رنه بالک (فریمن) به نازی‌ها برای به‌دست آوردن تابوت و قدرت آن شود.
لوکاس ایدهٔ داستانی مهاجمان صندوق گمشده را در اوایل دههٔ ۱۹۷۰ پروراند. او که به دنبال مدرن‌سازی فیلم‌های سریالی اوایل قرن بیستم بود، این ایده را با کافمن، که تابوت را به‌عنوان قوس فیلم پیشنهاد کرده بود، بیشتر توسعه داد. سرانجام لوکاس بر توسعهٔ اپرای فضایی خود با عنوان جنگ ستارگان (۱۹۷۷) تمرکز کرد. توسعهٔ مهاجمان صندوق گمشده در همان سال از سر گرفته شد و او ایده‌اش را با اسپیلبرگ، که چند ماه بعد به پروژه پیوست، در میان گذاشت. در حالی که این دو ایده‌هایی برای صحنه‌های مجزا و بدلکاری فیلم در نظر داشتند، آن‌ها کاسدان را استخدام کردند تا کاستی‌های روایی میان آن‌ها را حل کند. تصویربرداری اصلی در ژوئن ۱۹۸۰ با بوجهٔ ۲۰ میلیون دلاری آغاز شد و در سپتامبر همان سال به پایان رسید. مراحل فیلم‌برداری در الستری استودیوز، انگلستان، و مکان‌های عمدتاً واقع‌شده در لا روشل، فرانسه، تونس و هاوایی انجام شد.
اگرچه نظرسنجی پیش از انتشار نشانگر علاقهٔ نه‌چندان تماشاگران به فیلم بود، به‌خصوص در مقایسه با فیلم ابرقهرمانی سوپرمن ۲، سرانجام مهاجمان صندوق گمشده پرفروش‌ترین فیلم ۱۹۸۱ شد. این فیلم تقریباً ۳۳۰٫۵ میلیون دلار در سراسر جهان فروش داشت و بیش از یک سال در برخی سینماها نمایش داده شد. این فیلم از لحاظ نظر منتقدان موفق بود و به‌دلیل برداشت مدرنش از فیلم سریالی، سبک یک‌سره اکشن و ماجراجویی و عملکرد بازیگران، به‌خصوص فورد، آلن و فریمن، مورد تحسین منتقدان قرار گرفت. مهاجمان صندوق گمشده نامزد دریافت جایزه‌های گوناگونی شد و در میان این‌ها پنج جایزهٔ اسکار و یک جایزهٔ بفتا کسب کرد.
مهاجمان صندوق گمشده در حال حاضر به‌عنوان یکی از برترین فیلم‌هایی که تاکنون ساخته شده یاد می‌شود. این فیلم تأثیر ماندگاری بر فرهنگ عامه داشته و بر آثار دیگر فیلم‌سازان الهام‌پذیر بوده‌است. کتابخانهٔ کنگرهٔ ایالات متحده در سال ۱۹۹۹ آن را برای نگهداری در ثبت فیلم ملی انتخاب کرد. مهاجمان صندوق گمشده نخستین فیلم از فرنچایز ایندیانا جونز است که شامل چهار فیلم دیگر می‌شود: ایندیانا جونز و معبد مرگ (۱۹۸۴)، ایندیانا جونز و آخرین جنگ صلیبی (۱۹۸۹)، ایندیانا جونز و قلمروی جمجمه بلورین (۲۰۰۸) و ایندیانا جونز و گردانه سرنوشت (۲۰۲۳). از این فرنچایز چندین اثر دیگر مانند مجموعهٔ تلویزیونی، بازی‌های ویدئویی، کتاب‌های کمیک و رمان‌ها پدید آمده‌است.